# Alex Hannum
Alexander Murray Hannum (ur. 19 lipca 1923 w Los Angeles, zm. 18 stycznia 2002 w San Diego) – amerykański koszykarz oraz trener, mistrz oraz trener roku w dwóch różnych ligach (ABA i NBA), komentator sportowy, analityk koszykarski, członek Koszykarskiej Galerii Sław.
Jest jednym z zaledwie trzech zawodników w historii NBA, którzy zaliczyli więcej niż sześć fauli w pojedynczym spotkaniu. Pozostali to Don Otten oraz Cal Bowdler. 26 grudnia 1950 roku zaliczył siedem fauli, w spotkaniu przeciw Boston Celtics.
Wraz z Billem Sharmanem są jedynymi trenerami w historii, którzy zdobyli mistrzostwo ABA i NBA oraz tytuły trenera roku, w obu wspomnianych ligach. Obaj panowie byli wcześniej kolegami z drużyny Trojans, jeszcze podczas występów na Uniwersytecie Południowej Kalifornii.

## Osiągnięcia
NBL
- Wicemistrz NBL (1949)[4]

NBA
- 2–krotny wicemistrz NBA (1956–1957)[5]

Trenerskie
- Mistrz:
  -  NBA (1958, 1967)[5]
  - ABA (1969)[6]
  - AAU (1959)[7][8]
- Wicemistrz NBA (1964)[5]
- Trener Roku:
  - NBA (1964)[9]
  - ABA (1969)[10]
- Wybrany do Koszykarskiej Galerii Sław (Naismith Memorial Basketball Hall Of Fame - 1998)[1]
- Trener drużyny Wschodu podczas meczu gwiazd Legend NBA (1985)[11]